# Musi (Nordzentraltimor)
Musi ist ein Distrikt (Kecamatan) des indonesischen Regierungsbezirks (indonesisch Kabupaten) Nordzentraltimor (Timor Tengah Utara)  in der Provinz Ost-Nusa-Tenggara (Nusa Tenggara Timur) auf der Insel Timor. Der Verwaltungssitz befindet sich in Oeolo.

## Geographie
| „Dorf“ (Desa) | Fläche    | Einwohner | Bevölkerungs- dichte |
| ------------- | --------- | --------- | -------------------- |
| Oelneke       | 12,00 km² | 751       | 62,58                |
| Oetulu        | 23,00 km² | 1.096     | 47,65                |
| Ainan         | 9,00 km²  | 400       | 44,44                |
| Oeolo         | 15,00 km² | 1.179     | 78,60                |
| Bisafe        | 12,00 km² | 275       | 22,91                |
| Batnes        | 11,17 km² | 683       | 61,14                |

Musi liegt im Westen des Regierungsbezirks Nordzentraltimor. Musi teilt den Distrikt Bikomi Nilulat in zwei Territorien nördlich und westlich von Musi. Im Nordosten befindet sich der Distrikt Ostbikomi (Bikomi Timur), im Osten die Distrikte Südbikomi (Bikomi Selatan) und Zentralmiomaffo (Miomaffo Tengah) und im Südwesten der Distrikt Westmiomaffo (Miomaffo Barat). Im Westen grenzt Musi an Oe-Cusse Ambeno,  die Exklave des Nachbarstaates Osttimor und ihrem Verwaltungsamt Passabe. Musi hat eine Fläche von 82,17 km². Das gesamte Territorium liegt über einer Meereshöhe von 700 m. 185 Hektar sind bebaut, 21.195 Hektar bewaldet.
Der Distrikt unterteilt sich in sechs Dörfer (indonesisch Desa): Oelneke, Oetulu, Ainan, Oeolo, Bisafe und Batnes.
Das Klima wird von Regen- und einer Trockenzeit bestimmt.

## Einwohner
2016 lebten im Distrikt 4.384 Menschen (2.109 Männer und 2.275 Frauen) in 1.267 Haushalten. 2016 gab es im Distrikt 101 Geburten und 33 Todesfälle. 515 Einwohner waren 0 bis 4 Jahre alt, 71 waren 75 Jahre oder älter. Die meisten Menschen leben im Desa Oeolo (1.179 Einwohner).
4.373 Menschen bekennen sich zum katholischen Glauben und elf Personen sind Protestanten. In Oelneke, Oetulu und Oeolo gibt es jeweils eine katholische Kirche.

## Öffentliche Einrichtungen
Im Distrikt gibt es sechs Grundschulen, zwei Junior High Schools und eine Senior High School mit insgesamt 103 Lehrern. 16 Gesundheitseinrichtungen stehen für eine medizinische Versorgung zur Verfügung.

## Wirtschaft und Infrastruktur
Auf 240 Hektar wurde im Distrikt 2015 Reis angebaut und 530 Tonnen geerntet. Auf 500 Hektar erzielte man eine Ernte von 1.045 Tonnen Mais und 275 Hektar brachten 2.851 Tonnen Maniok. An Obst erntete 2016 man Avocados (1,5 Tonnen), Mangos (100,5 Tonnen), Orangen (21,6 Tonnen), Papayas (393,2 Tonnen), Bananen (336,2 Tonnen), Ananas (21,0 Tonnen) und Jackfrüchte (65,0 Tonnen). Weitere landwirtschaftliche Produkte sind Kokosnüsse, Kaffee, Pekannüsse, Cashewnüsse, Kakao, Gewürznelken, Vanille und Pfeffer. Insgesamt sind im Distrikt 7.852 Hektar Ackerland. 2016 hielt man als Nutztiere 2.239 Rinder, 281 Ziegen, 2.355 Schweine und 4.568 Hühner.
43 Menschen arbeiten in 29 handwerklichen oder kleinindustriellen Betrieben. Es handelt sich dabei um Firmen aus der Textil-, Leder- und Holzindustrie. Außerdem arbeiten im Distrikt 38 Kleinhändler. Weitere Dienstleister im Distrikt sind zwei Copy-Shops und sechs Reifenhändler.
Der öffentliche Transport wird von elf Lastwagen, 13 Kleinbusse (Mikrolet) und 47 Motorräder.